# Zbudza
Zbudza – wieś (obec) na Słowacji położona w kraju koszyckim, w powiecie Michalovce. Pierwsze wzmianki o miejscowości pochodzą z roku 1235. 
Według danych z dnia 31 grudnia 2012, wieś zamieszkiwały 534 osoby, w tym 263 kobiety i 271 mężczyzn.
W 2001 roku rozkład populacji względem narodowości i przynależności etnicznej wyglądał następująco:
- Słowacy – 99,63%
- Rusini – 0,18%
- Ukraińcy – 0,18%

Ze względu na wyznawaną religię struktura mieszkańców kształtowała się w 2001 roku następująco:
- Katolicy rzymscy – 63,4%
- Grekokatolicy – 34,38%
- Ewangelicy – 0,18%
- Prawosławni – 0,18%
- Ateiści – 0,92%
- Nie podano – 0,37%